# Dominique Casagrande
Dominique Casagrande (ur. 8 maja 1971 w L’Union w departamencie Górna Garonna) – były francuski piłkarz. Grał na pozycji bramkarza.